# Robert E. Kahn

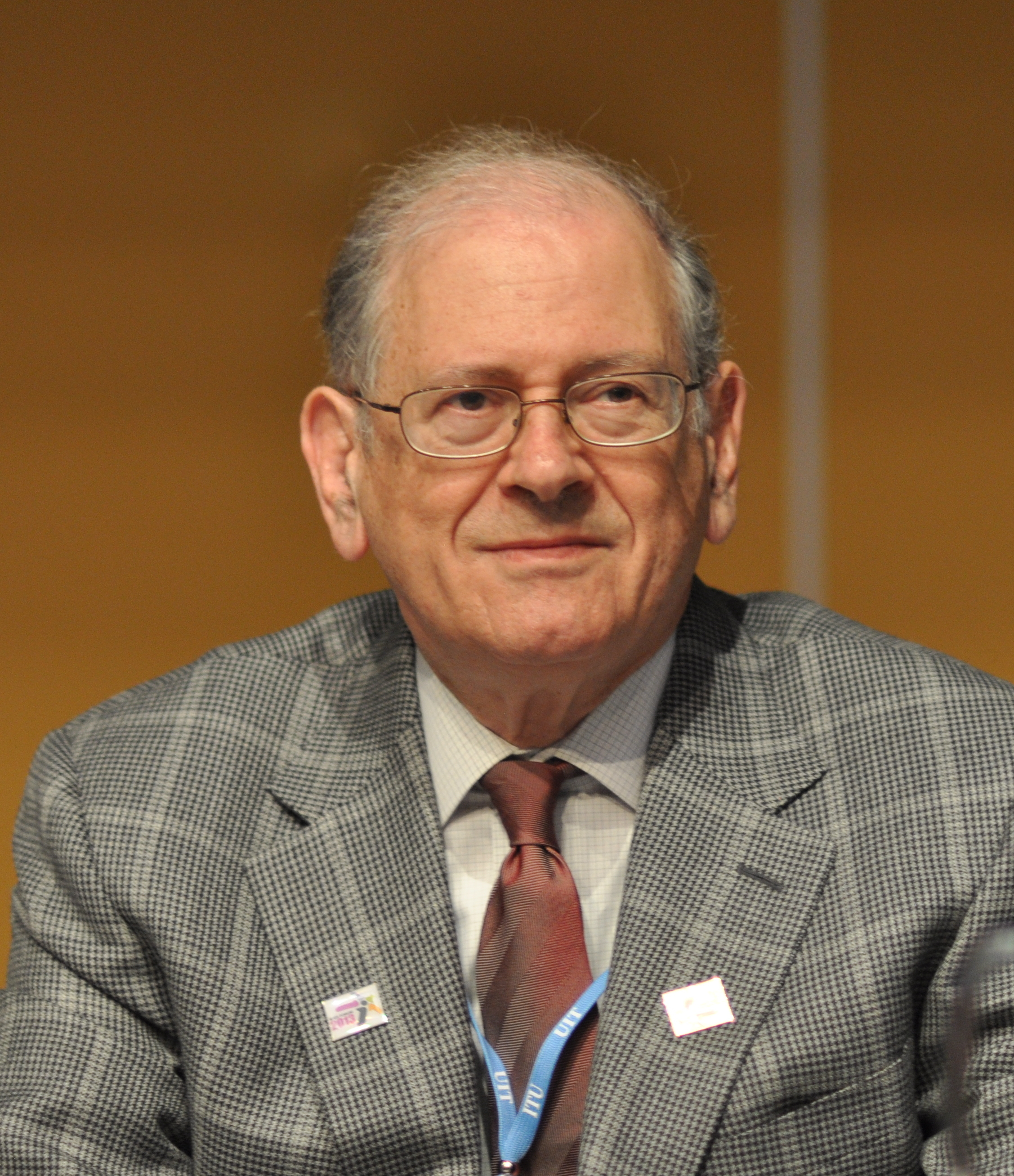
Robert E. Kahn

Robert „Bob“ Elliot Kahn (* 23. Dezember 1938 in New York City) ist ein US-amerikanischer Informatiker, der zusammen mit anderen als „Vater des Internets“ bezeichnet wird.
Er hat zusammen mit Vint Cerf das Transmission Control Protocol (TCP) und das Internet Protocol (IP) entwickelt, die im modernen Internet zur Datenübertragung dienen. 2004 wurde ihm der Turing Award, 2008 der Japan-Preis zuerkannt.

## Leben
Bob Kahn ist der Sohn eines High-School-Direktors und ein Cousin des Kybernetikers Herman Kahn. Er begann zunächst ein Chemiestudium am Queens College, wechselte dann aber zur Elektrotechnik am City College of New York, wo er 1960 einen Bachelor-Abschluss (B. A.) erreichte. Als Stipendiat der National Science Foundation erlangte er an der Princeton University 1962 einen M.A.-Abschluss und 1964 den Doktorgrad bei John Thomas. Gegen Ende des Studiums arbeitete er in den Bell Laboratories an der Telefontechnik für Kraftwerke, danach am MIT als Assistenzprofessor für Elektrotechnik unter John Wozencraft.
Er ließ sich 1976 auf dessen Rat hin vom MIT beurlauben, um bei Bolt Beranek and Newman praktische Erfahrungen zu sammeln. Er begann an Netzwerken zu arbeiten und unterbreitete der Advanced Research Projects Agency (ARPA) das Angebot für deren Ausschreibung zum Arpanet, das schließlich den Zuschlag erhielt. Kahn entschied, nicht zum MIT zurückzukehren, und war daraufhin zuständig für das Systemdesign des Arpanets. Darüber hinaus war er der Kommunikationstheoretiker beim Design des Interface Message Processors. Mit Steve Levy baute er zudem den kommerziellen Arpanet-Ableger Telenet auf.
1972 holte ihn Arpanet-Projektleiter Lawrence „Larry“ Roberts (der bald darauf auf Kahns Vorschlag hin zu Telenet wechselte) zur nun DARPA (Defense Advanced Research Projects Agency) umbenannten ARPA. Im Oktober desselben Jahres präsentierte er auf der International Computer Communication Conference (ICCC) das Arpanet mit 40 verbundenen Computern der Öffentlichkeit. Nach einem kurzen Umschwung zur Automatisierungstechnik kehrte er zu den Netzwerken zurück. Bei der DARPA hatte er die grundlegenden Ideen für das Transmission Control Protocol, als er an Projekten zur paketvermittelten Datenübertragung per Satellit und per Funk arbeitete. Angesichts des Problems, zwischen derartigen Netzen und dem Arpanet zu vermitteln, erkannte er die Notwendigkeit offener Netzwerkarchitekturen, die es unterschiedlichen Netzwerken unabhängig von der eingesetzten Hard- und Software erlauben, miteinander zu kommunizieren.
Ab Frühling 1973 unterstützte ihn Vinton G. Cerf, den er noch als Doktorand 1969 bei Tests des ersten Arpanet-Knotens an der UCLA kennengelernt hatte und der nun Assistenzprofessor in Stanford war, bei dem Projekt TCP. Bei der Entwicklung diente ihnen das ohne Mitwirkung Kahns für das ursprüngliche Arpanet entworfene Network Control Program (NCP) als Grundlage. Im September 1973 präsentierten sie eine erste Version, die im Mai 1974 auch veröffentlicht wurde, und die bereits zwischen TCP und IP unterschied.
Als Cerf 1976 zur DARPA kam, übernahm dieser von Kahn bis 1982 die Führungsrolle im Internet-Projekt und leitete die Weiterentwicklung von TCP.
Kahn wurde 1979 Direktor des Information Processing Techniques Office (IPTO) der DARPA. In dieser Position startete er die eine Milliarde US-Dollar teure Strategic Computing Initiative der USA, das bis dahin größte staatliche Projekt in der Computerforschung und -entwicklung.
1980 wurde TCP/IP vom amerikanischen Verteidigungsministerium als Standard anerkannt, und am 1. Januar 1983 wurde die NCP-Protokollsuite des Arpanets bei dessen Trennung vom MILNET wieder unter der Leitung Kahns auf TCP/IP umgeschaltet und damit die Grundlage des modernen Internets gelegt. Ein Jahr später gab Kahn das Internet-Projekt erneut ab, diesmal an Barry Leiner.
1985 verließ Kahn die DARPA und gründete 1986 die Corporation for National Research Initiatives (CNRI), deren Vorsitzender er ist. Die CNRI ist eine gemeinnützige Organisation, um Entwicklung und Forschung der Informations-Infrastruktur voranzutreiben. Dort förderte er u. a. die Idee der Digital Library und entwarf dafür mit Robert Wilensky die Grundlagen des Handle-Systems, das als Rekonzipierung des Internets angelegt ist, und auf dem das Digital-Object-Identifier-Verzeichnis basiert. Ein Spin-off der CNRI ist die von Kahn und Cerf mitgegründete Internet Society.
Kahns Pionierrolle im Internet manifestiert sich etwa auch darin, dass sich zwei frühe Requests for Comments direkt auf Unterhaltungen mit ihm beziehen, RFC 6 (Conversation With Bob Kahn) und RFC 372 (Notes On A Conversation With Bob Kahn On The ICCC). Kahn selbst ist Autor von RFC 29, RFC 136 und RFC 371.

## Ehrungen
1997 überreichte US-Präsident Bill Clinton ihm und Cerf die National Medal of Technology, die höchste technologische Auszeichnung der USA, und 2005 verlieh George W. Bush ihnen die Presidential Medal of Freedom (Freiheitsmedaille), eine der höchsten zivilen Auszeichnungen in den USA.
Auch zahlreiche weitere Auszeichnungen teilen die beiden sich, darunter die IEEE Alexander Graham Bell Medal 1997, der Prinz-von-Asturien-Preis 2002 (mit Tim Berners-Lee und Lawrence Roberts), 2004 der Turing Award sowie der Charles-Stark-Draper-Preis (mit Leonard Kleinrock und Lawrence Roberts), 2006 die Einführung in die National Inventors Hall of Fame, 2008 der Japan-Preis und für 2018 die Benjamin Franklin Medal des Franklin Institute. 2013 gehörte Kahn zu den ersten Preisträgern des Queen Elizabeth Prize for Engineering.
Daneben ist Kahn Mitglied der National Academy of Engineering, der American Academy of Arts and Sciences und der National Academy of Sciences, Fellow der ACM, der IEEE, der AAAI, des Computer History Museums und Marconi Fellow. Er war Mitglied im Computer Science and Technology Board der National Academy of Engineering, im Board of Regents der United States National Library of Medicine und im President’s Advisory Council zur nationalen Informationsinfrastruktur sowie im President’s Information Technology Advisory Committee und im Advisory Committee on International Communications and Information Policy des US-Außenministeriums.
Kahn hält Ehrendoktortitel der Universitäten Central Florida, George Mason, Maryland, Pavia, Pisa, Princeton und der ETH Zürich, und ist Ehren-Fellow des University College London.

## Schriften
- Mit Vinton G. Cerf: A Protocol for Packet Network Intercommunications. IEEE Transactions on Communication, Vol. COM-22, Nr. 5, Mai 1974, S. 637–648.